# 内江猪
内江猪是中国猪的地方品种。
原产四川内江地区，分布甚广。2023年，内江猪有原种场2个、一级扩繁场1个 、二级扩繁场2个，存栏生产母猪5500头。

## 品种特征
内江猪可分为“二方头”“狮子头”“豪杆嘴”三个类群。“狮子头”已基本绝迹，内江猪以“二方头”为主。豪杆嘴型内江猪曾被宣布灭绝。2024年12月，农业农村部宣布重新找回包括豪杆嘴型内江猪在内的10个曾宣布灭绝的品种。
头大嘴筒短，耳中等大而下垂，面多深皱纹，几遮两眼，额皮中部隆起成块状，俗称盖碗。肩广背宽，四肢强健，被毛黑色，鬃毛粗长。成熟早，适应力强。

## 生产性能
每胎平均产仔10头，母猪性温顺，母性强。肥育猪6月龄体重可达90千克，胴体瘦肉率可达37％左右，肉质良好。对炎热、寒冷和海拔4000米以上的高原地区均能适应。以此猪为父本与其他地方猪杂交，杂种后代日增重提高15％～20％。以杜洛克猪等为父本，杂种后裔的胴体瘦肉率增加，皮肤变薄，日增重也明显提高。